# Псков'янка
«Псков'янка» (рос. Псковитянка) — опера на 3 дії по 2 картини російського композитора Миколи Римського-Корсакова; лібрето — композитора (за участю В. В. Стасова, М. П. Мусоргського, В. В. Нікольського) за однойменною драмою Л. Мея. Перша з п'ятнадцяти опер композитора.
Цю оперу Римський-Корсаков почав писати у 1868 році, а перше її виконання відбулось у 1873 році. Проте композитор продовжив редагувати оперу, і протягом свого творчого шляху створив 4 редакції опери, найбільш відомою й виконуваною із них нині є третя, від 1892 року. В останній редакції з опери було повністю вилучено сюжетну лінію, пов'язану із бояринею Вірою Шелогою, на основі якої композитор створює окрему одноактну оперу «Віра Шелога».

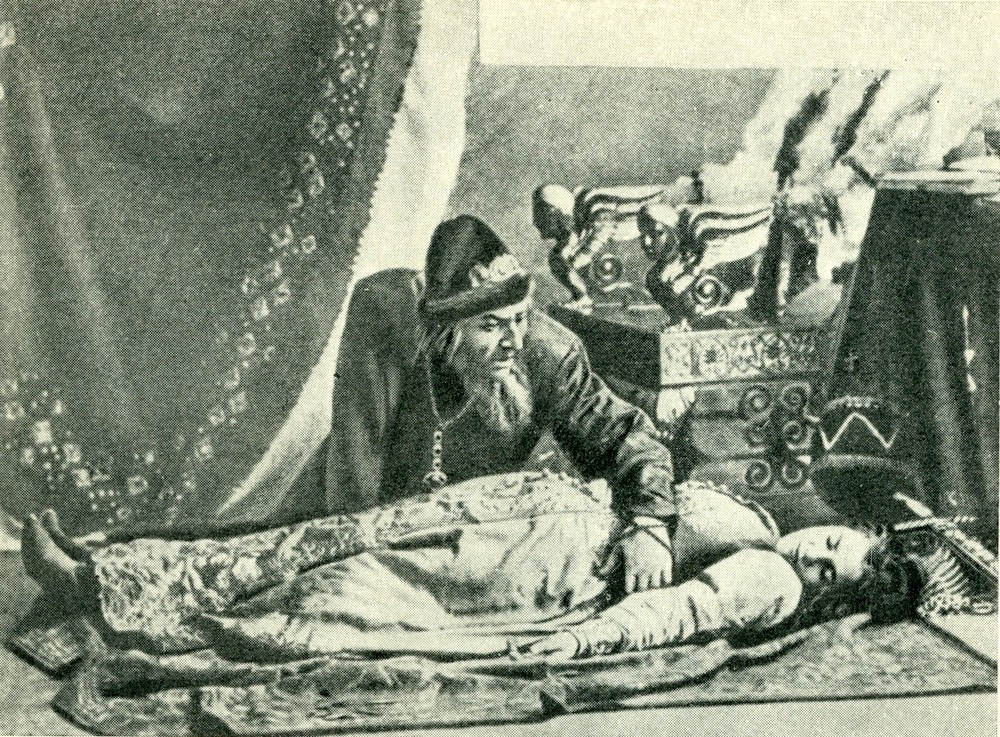
Фінальна сцена опери. 1896 рік